# أدونيس أملس
أدونيس أملس (الاسم العلمي: Adonis leiosepala) نوع نباتي ينتمي إلى جنس الأدونيس أو عين الجمل من الفصيلة الحوذانية.